# Закубанская равнина
Закубанская равнина (также известна как Прикубанская наклонная равнина) — наклонная равнина в Краснодарском крае и Республике Адыгея. Простирается от реки Кубано-Приазовской низменности до Кавказских гор. Она имеет наклон c юга на север — от Кавказских гор к Кубани. Долины левых притоков Кубани рассекают равнину на ряд водораздельных плато, вытянутых на север и северо-запад.
Поскольку Закубанье расположено на стыке Восточно-Европейской равнины и горного сооружения Кавказа, её нередко включают в состав Предкавказья или Кубано-Приазовской равнины, либо не выделяют вовсе.

## Рельеф и геологическое строение
Закубанская равнина находится в полосе предгорного прогиба со сложным геологическим строением. Поверхность ровная, местами волнистая. Сложена продуктами древнего выноса рек (имевших ледниковое питание), преимущественно галечниками, которые прикрыты с поверхности лёссовидными суглинками. Под лёссовидными отложениями залегают древнеаллювиальные глины, пески и галечники на размытых речных террасах реки Кубани и некоторых её притоков. Если западная часть Закубанской равнины представляет собой довольно узкую низменную полосу, зажатую между рекой Кубанью и горами (северная окраина этой полосы заболочена (Закубанские плавни)), что восточная её часть, гораздо более широкая, у реки Кубани представляет собой низменность, незаметно переходящую в предгорную повышенную равнину, которая на южной окраине Джелтмесских высот обрывается крутым уступом, образуя куэсту. В районе указанных высот на морских отложениях неогена залегают покровные галечники. Полоса размыва морских отложений палеогена отделяет уступ куэсты от невысоких хребтов, сложенных породами мелового периода, где имеется вторая куэста, также с уступом, обращенным на юг. Третья куэста, южная, самая высокая, сложена известняками юрского периода, представляет собой мощную, длинную и широкую полосу плосковершинных крутосклонных массивов, именуемую Скалистым хребтом.